# Station Faux

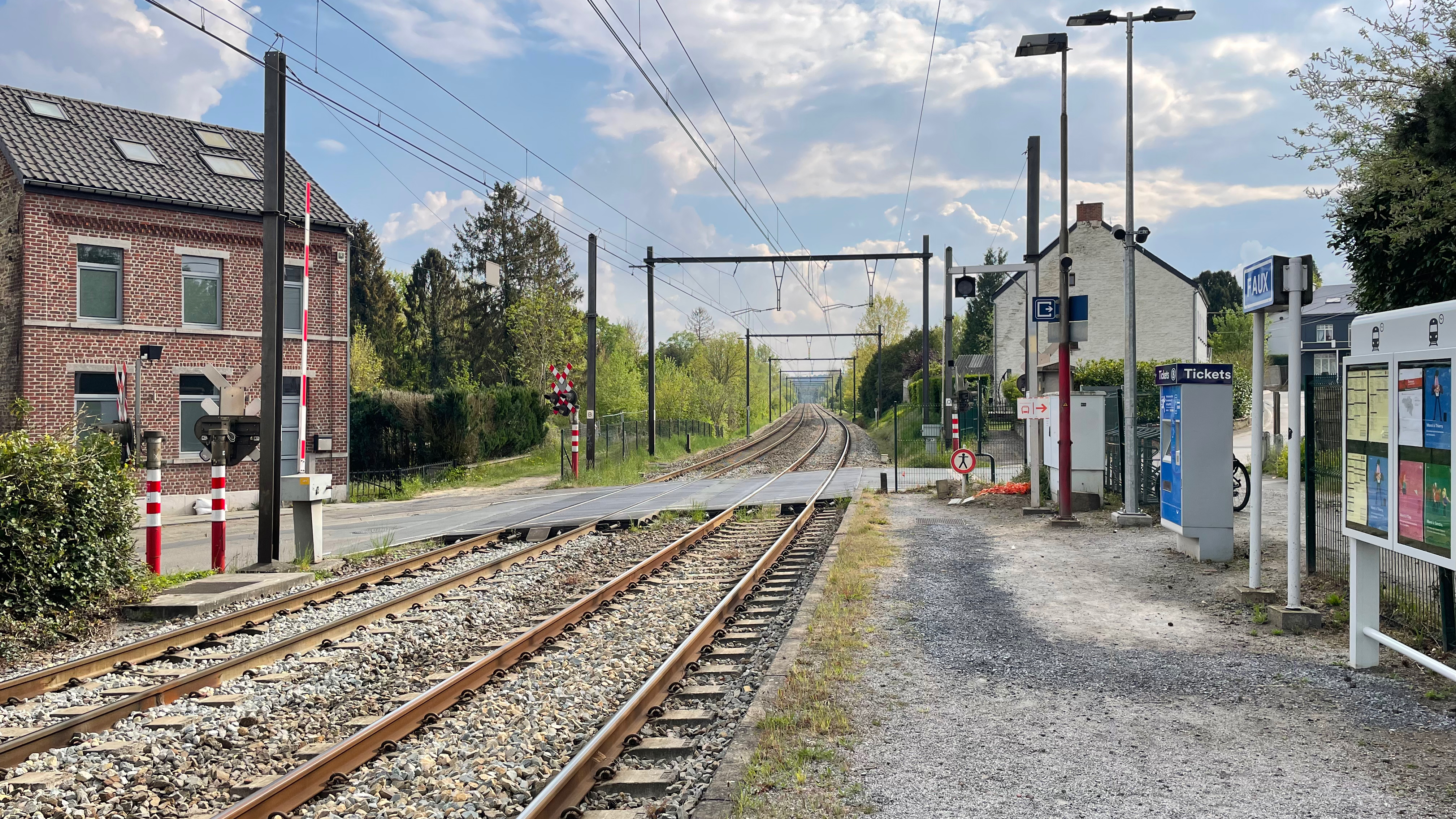
Station Faux

Station Faux is een spoorwegstation langs spoorlijn 140 (Charleroi-Ottignies) in de Waals-Brabantse gemeente Court-Saint-Étienne. Het is nu een stopplaats.

## Treindienst
| Serie       | Treinsoort               | Route                                                         | Bijzonderheden                                            |
| ----------- | ------------------------ | ------------------------------------------------------------- | --------------------------------------------------------- |
| S 61        | S-trein Charleroi (NMBS) | Waver – Faux – Charleroi-Centraal – Jambes                    | Rijdt in de week 2×/u tussen Jambes - Charleroi-Centraal. |
| P 7750/8750 | Piekuurtrein (NMBS)      | [ Erquelinnes – ] / [ Ottignies – Faux – ] Charleroi-Centraal | Rijdt alleen op werkdagen.                                |

## Reizigerstellingen
De grafiek en tabel geven het gemiddeld aantal instappende reizigers weer op een week-, zater- en zondag.
| Tabel: aantal instappende reizigers station Faux | Tabel: aantal instappende reizigers station Faux | Tabel: aantal instappende reizigers station Faux | Tabel: aantal instappende reizigers station Faux |
|                                                  | Weekdag                                          | Zaterdag                                         | Zondag                                           |
| ------------------------------------------------ | ------------------------------------------------ | ------------------------------------------------ | ------------------------------------------------ |
| 1977                                             | 130                                              | 17                                               | 8                                                |
| 1978                                             | 130                                              | 13                                               | 9                                                |
| 1979                                             | 108                                              | 22                                               | 13                                               |
| 1980                                             | 118                                              | 14                                               | 7                                                |
| 1981                                             | 132                                              | 23                                               | 21                                               |
| 1982                                             | 166                                              | 13                                               | 13                                               |
| 1983                                             | 89                                               | 7                                                | 9                                                |
| 1984                                             | 90                                               | 20                                               | 12                                               |
| 1985                                             | 87                                               | 21                                               | 11                                               |
| 1986                                             | 95                                               | 25                                               | 30                                               |
| 1987                                             | 78                                               | 22                                               | 15                                               |
| 1988                                             | 117                                              | 20                                               | 17                                               |
| 1989                                             | 115                                              | 15                                               | 19                                               |
| 1990                                             | 92                                               | 17                                               | 19                                               |
| 1991                                             | 105                                              | 28                                               | 17                                               |
| 1992                                             | 138                                              | 19                                               | 18                                               |
| 1993                                             | 157                                              | 19                                               | 9                                                |
| 1994                                             | 162                                              | 17                                               | 37                                               |
| 1995                                             | 143                                              | 31                                               | 15                                               |
| 1996                                             | 122                                              | 28                                               | 29                                               |
| 1997                                             | 133                                              | 27                                               | 16                                               |
| 1998                                             | 131                                              | 14                                               | 9                                                |
| 1999                                             | 116                                              | 14                                               | 9                                                |
| 2000                                             | 112                                              | 23                                               | 14                                               |
| 2001                                             | 124                                              | 30                                               | 13                                               |
| 2002                                             | 112                                              | 19                                               | 12                                               |
| 2003                                             | 117                                              | 20                                               | 17                                               |
| 2004                                             | 104                                              | 16                                               | 10                                               |
| 2005                                             | 126                                              | 22                                               | 24                                               |
| 2006                                             | 135                                              | 14                                               | 14                                               |
| 2007                                             | 124                                              | 21                                               | 10                                               |
| 2008                                             | -                                                | -                                                | -                                                |
| 2009                                             | 144                                              | 20                                               | 12                                               |
| 2010                                             | -                                                | -                                                | -                                                |
| 2011                                             | -                                                | -                                                | -                                                |
| 2012                                             | 162                                              | 32                                               | 22                                               |
| 2013                                             | 181                                              | 22                                               | 17                                               |
| 2014                                             | 122                                              | 20                                               | 14                                               |
| 2015                                             | 155                                              | 30                                               | 25                                               |
| 2016                                             | 127                                              | 28                                               | 23                                               |
| 2017                                             | 141                                              | 20                                               | 15                                               |
| 2018                                             | 156                                              | 25                                               | 23                                               |
| 2019                                             | 153                                              | 23                                               | 20                                               |
| 2020                                             | 86                                               | 25                                               | 17                                               |
| 2021                                             | -                                                | -                                                | -                                                |
| 2022                                             | 148                                              | 35                                               | 38                                               |
| 2023                                             | 150                                              | 33                                               | 30                                               |
| 2024                                             | 166                                              | 28                                               | 36                                               |

0,0: Ottignies ·
2,1: Céroux-Mousty ·
3,0: Court-Saint-Étienne ·
7,3: Faux ·
8,5: La Roche ·
12,0: Villers-la-Ville ·
13,4: Strichon ·
15,6: Tilly ·
17,5: Marbisoux ·
19,0: Marbais ·
21,1: Ligny ·
24,0: Fleurus ·
26,2: Wangenies ·
28,9: Ransart ·
31,0: Bois-Noël ·
32,1: Lodelinsart ·
33,4: La Planche ·
34,8: Dampremy ·
35: Dampremy-Charbonnage ·
36,0: Marcinelle